# Episodi de I Puffi (serie animata 2021) (prima stagione)
La prima stagione della serie animata I Puffi è stata trasmessa in Belgio su La Trois dal 18 aprile 2021 al 20 marzo 2022. L'edizione italiana è stata trasmessa in prima visione su Nick Jr. dall'8 ottobre 2021 al 19 giugno 2022 e in chiaro su Rai Yoyo dal 4 aprile 2022 al 20 gennaio 2023.
| Nº | Nº | Titolo originale                            | Titolo italiano               | Prima TV francese | Prima TV italiana |
| -- | -- | ------------------------------------------- | ----------------------------- | ----------------- | ----------------- |
| 1  | 3  | Un nouveau nez pour le Schtroumpf Costaud   | Questione di naso             | 18 aprile 2021    | 8 ottobre 2021    |
| 2  | 2  | Robot-Nounou                                | Robot Puffo-Sitter            | 18 aprile 2021    | 8 ottobre 2021    |
| 3  | 1  | Schtroumpf-Fu                               | Lezioni di Puff-Fu            | 25 aprile 2021    | 8 ottobre 2021    |
| 4  | 8  | C'est qui le plus costaud?                  | Forzuto e Più Forzuto         | 25 aprile 2021    | 15 ottobre 2021   |
| 5  | 7  | Le Schtroumpf invisible                     | Quel fantasma di Grande Puffo | 2 maggio 2021     | 15 ottobre 2021   |
| 6  | 6  | Attention: chat intelligent!                | Gli ipnocchiali               | 2 maggio 2021     | 15 ottobre 2021   |
| 7  | 12 | Pas de repos pour le Schtroumpf Paresseux   | Sveglia!                      | 9 maggio 2021     | 29 ottobre 2021   |
| 8  | 11 | Le MonstroSchtroumpf                        | Fifa blu                      | 9 maggio 2021     | 29 ottobre 2021   |
| 9  | 4  | Être ou ne pas être maladroit               | Effetto opposto               | 16 maggio 2021    | 8 ottobre 2021    |
| 10 | 5  | Le sourire du Schtroumpf Grognon            | Il potere del sorriso         | 16 maggio 2021    | 15 ottobre 2021   |
| 11 | 15 | Les Schtroumpfs volants                     | Puffi con le ali              | 18 luglio 2021    | 22 ottobre 2021   |
| 12 | 10 | La farce de trop                            | L'invasione dei Mini Burloni  | 23 maggio 2021    | 22 ottobre 2021   |
| 13 | 9  | Dans la peau d'une Schtroumpf               | L'abito non fa la Puffa       | 23 maggio 2021    | 22 ottobre 2021   |
| 14 | 14 | Invasion extraterrestre                     | Puffo alieno                  | 24 luglio 2021    | 22 ottobre 2021   |
| 15 | 13 | Super Schtroumpf                            | Super Puffo                   | 25 luglio 2021    | 22 ottobre 2021   |
| 16 | 16 | Qui a schtroumpfé la salsepareille?         | Missione salsapariglia        | 7 agosto 2021     | 22 ottobre 2021   |
| 17 | 18 | Le défilé de la discorde                    | Puffi alla moda               | 28 agosto 2021    | 3 novembre 2021   |
| 18 | 17 | Le Schtroumpf Bêta devient papa             | Junior                        | 7 agosto 2021     | 3 novembre 2021   |
| 19 | 22 | Cataschtroumpf en cuisine                   | Un cuoco tontolone            | 5 settembre 2021  | 1º novembre 2021  |
| 20 | 21 | L'arbre à Schtroumpfs                       | I magnifici 5                 | 29 agosto 2021    | 1º novembre 2021  |
| 21 | 23 | La recette du Schtroumpf Cuisinier          | Zuppa di Puffi                | 5 settembre 2021  | 1º novembre 2021  |
| 22 | 25 | Des escargots et des Schtroumpfs            | Turbo-lumache                 | 5 settembre 2021  | 2 novembre 2021   |
| 23 | 24 | Un babysitting mouvementé                   | Due Puffi alla riscossa       | 12 settembre 2021 | 1º novembre 2021  |
| 24 | 19 | Les Schproumpfs! Partie 1                   | I Pluffi! - Parte 1           | 28 agosto 2021    | 29 ottobre 2021   |
| 25 | 20 | Les Schproumpfs! Partie 2                   | I Pluffi! - Parte 2           | 29 agosto 2021    | 29 ottobre 2021   |
| 26 | 26 | La guerre des gaufres                       | L'ingrediente segreto         | 12 settembre 2021 | 2 novembre 2021   |
| 27 | 42 | L'assistant du Grand Schtroumpf             | Assistente scimmietta         | 2 gennaio 2022    | 14 giugno 2022    |
| 28 | 28 | La grande crèche                            | La pozione Baby-Puffo         | 22 ottobre 2021   | 11 aprile 2022    |
| 29 | 27 | Gargamel voit double                        | Mamma o non mamma?            | 24 ottobre 2021   | 11 aprile 2022    |
| 30 | 29 | Schtroumpfe-moi ton secret - Partie 1       | Puffosi segreti - Parte 1     | 26 ottobre 2021   | 12 aprile 2022    |
| 31 | 30 | Schtroumpfe-moi ton secret - Partie 2       | Puffosi segreti - Parte 2     | 27 ottobre 2021   | 12 aprile 2022    |
| 32 | 48 | Scoop chez les Schtroumpfs                  | Fake news                     | 16 febbraio 2022  | 17 giugno 2022    |
| 33 | 31 | La fête de Gargamel                         | Festa a sorpresa!             | 28 ottobre 2021   | 13 aprile 2022    |
| 34 | 33 | Bouton d'Or, guerrière de choc!             | La regina guerriera           | 29 ottobre 2021   | 14 aprile 2022    |
| 35 | 39 | Les Schtroumpfboards                        | I padroni della strada        | 5 dicembre 2021   | 13 giugno 2022    |
| 36 | 32 | Le trésor des Schtroumpfs                   | L'amuleto della sfortuna      | 14 novembre 2021  | 13 aprile 2022    |
| 37 | 34 | Le pouvoir du Schtroumpf Grognon            | Incantesimo "Brontolone"      | 28 novembre 2021  | 14 aprile 2022    |
| 38 | 36 | Gargamel perd la schtroumpf                 | Non ti scordar di... te!      | 12 dicembre 2021  | 15 aprile 2022    |
| 39 | 46 | Gargamel à la Une                           | L'intervista                  | 17 febbraio 2022  | 16 giugno 2022    |
| 40 | 35 | La légende du Schtroumpf Chevalier          | Puffo e gloria!               | 19 dicembre 2021  | 15 aprile 2022    |
| 41 | 41 | Le baptême de l'air du Schtroumpf Maladroit | Scheggia volante              | 16 gennaio 2022   | 14 giugno 2022    |
| 42 | 37 | Schtroumpfs TV - Partie 1                   | Puffo-Show - Parte 1          | 28 novembre 2021  | 21 aprile 2022    |
| 43 | 38 | Schtroumpfs TV - Partie 2                   | Puffo-Show - Parte 2          | 28 novembre 2021  | 21 aprile 2022    |
| 44 | 40 | Malin comme un singe                        | Una scimmia di troppo         | 30 gennaio 2022   | 13 giugno 2022    |
| 45 | 43 | Le revers de la médaille                    | Sfide impuffabili... o quasi  | 18 febbraio 2022  | 15 giugno 2022    |
| 46 | 50 | Miroir, mon beau miroir                     | Lo specchio acchiappapuffi    | 21 febbraio 2022  | 18 giugno 2022    |
| 47 | 51 | Le Grand Gargamel                           | Lo scambio                    | 22 febbraio 2022  | 19 giugno 2022    |
| 48 | 45 | La métamorphose du Schtroumpf Coquet        | Vanicertola                   | 9 gennaio 2022    | 16 giugno 2022    |
| 49 | 44 | Bonne fête maman!                           | Pozione in regalo             | 9 gennaio 2022    | 15 giugno 2022    |
| 50 | 47 | Dans la peau du Grand Schtroumpf            | Doppio Grande Puffo           | 25 febbraio 2022  | 17 giugno 2022    |
| 51 | 49 | Tout Schtroumpf, tout flamme!               | Pompieri col botto            | 13 marzo 2022     | 18 giugno 2022    |
| 52 | 52 | Le combat de poésie                         | Gara di rime                  | 20 marzo 2022     | 19 giugno 2022    |

## Questione di naso
Forzuto si sente trascurato da Puffetta e Quattrocchi ritiene che non le piaccia perché ha un naso troppo grande. Grande Puffo non è d'accordo, così Forzuto va con Poeta e Zuccone a cercare da Gargamella una formula magica per ridurre il suo naso. Dopo aver preparato la pozione, i Puffi scoprono che invece di ridurlo, ha ingrandito il naso di Forzuto a dimensioni abnormi. Con qualche difficoltà riescono a immobilizzarlo per evitare che vada in giro a fare danni e dopo un bacio di Puffetta, che gli spiega di aver sempre apprezzato il suo naso, Forzuto torna pian piano alla normalità.

## Robot Puffo-Sitter
Per evitare che nessuno cambi Baby Puffo, Inventore inventa Robot puffo-sitter ma poi impazzisce.

## Lezioni di Puff-Fu
Puffetta salva alcuni Puffi che le chiedono di insegnar loro il puff-fu. Lei continua a dire che devono farcela da soli e loro le fanno capire che i Puffi ci saranno sempre per gli altri ma qualcosa va storto.

## Fifa blu
Fifone fa un danno con le pozioni di Grande puffo diventando un mostro, inseguendo gli altri puffi in tutto il bosco.

## Un cuoco tontolone
Dopo aver "salvato" Chef, Tontolone gli chiede di diventare il suo assistente e lui accetta.

## I Pluffi!
Ho un inseguimento con Gargamella, Quattrocchi e Bocciolina vengono colpiti da un fulmine e finisco in una dimensione parallela in cui tutti i puffi sono grigi e cattivi. Incontrano anche Gargamella e Birba che sono buoni. E l'unico modo per tornare a casa e rifare le stesse cose di quando sono venuti.

## La pozione Baby-Puffo
Baby puffo rovina la pozione di Grande Puffo trasformando tutti in bebè tranne Tempesta. Riuscirà a far tornare tutti normali?

## L'amuleto della sfortuna
Contadino e Vanitoso trovo un amuleto di cui Vanitoso si innamora subito.Quando lo portano al villaggio e Forzuto,Burlone e Quattrocchi lo toccano si scopre che portatore di sfortuna e l'unico modo per liberarcene è quello di rimetterlo dov'era.Ma purtroppo scompare.

## Incantesimo "Brontolone"
Gargamella lancia un incantesimo su Brontolone: da quel momento ogni cosa che dirà di odiare verrà istantaneamente trasportata nella sua casa e uscirà da un corno dell'abbondanza. Lo stregone spera che Brontolone si arrabbi anche con i suoi amici Puffi e così succede. Prima Quattrocchi e poi Brontolone stesso finiscono vittima dell'incantesimo, ma una volta capito il trucco riescono a liberarsi e a tornare al villaggio.